# モーガン・プラス6

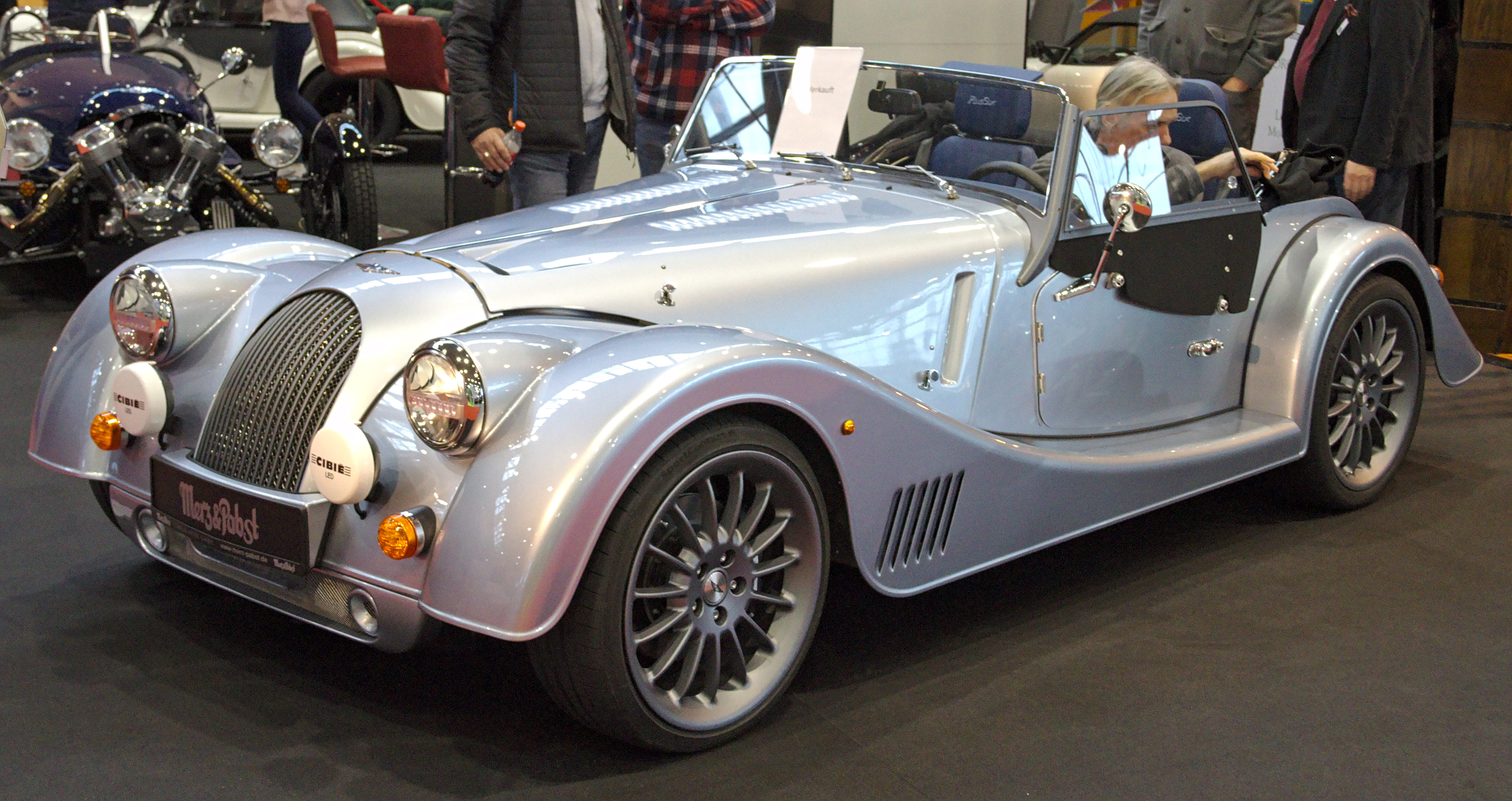

プラス6（Plus 6 ）は、イギリスのモーガンが2019年から販売しているスポーツカーである。

## 概要
2019年3月、ジュネーブ･モーターショー2019にて発表された。エンジンはBMW製B58型直列6気筒が搭載される。トランスミッションはパドル付き8速ATまたはMT。
2024年11月、生産終了が発表され、限定生産の「プラスシックス ピナクル」が最終モデルとなる見込みで、同時点で開発中のCXVプラットフォーム採用・BMW製6気筒ターボ・エンジン搭載の新モデル（名称未定、2025年春に正式発表予定）が実質的な後継となる。

### 日本での販売
2019年6月28日、日本市場で発表された。グレードは「プラスシックス」「プラスシックス ツーリング」「プラスシックス ファーストエディション ムーンストーン」「プラスシックス ファーストエディション エメラルド」の4グレードが導入された。価格は1393万2000円〜1576万8000円。